# Liste der Ortschaften im Bezirk Spittal an der Drau
Die Liste der Ortschaften im Bezirk Spittal an der Drau enthält die Gemeinden und ihre zugehörigen Ortschaften im Kärntner Bezirk Spittal an der Drau.
- Gemeinde Bad Kleinkirchheim
  - Aigen
  - Bach
  - Kleinkirchheim
  - Obertschern
  - Rottenstein
  - St. Oswald
  - Staudach
  - Untertschern
  - Zirkitzen

- Gemeinde Baldramsdorf
  - Baldramsdorf
  - Faschendorf
  - Gendorf
  - Goldeck
  - Lampersberg
  - Oberaich
  - Rosenheim
  - Schüttbach
  - Schwaig
  - Unterhaus

- Gemeinde Berg im Drautal
  - Berg
  - Ebenberg
  - Emberg
  - Emberger Alm
  - Feistritz
  - Frallach
  - Goppelsberg
  - Oberberg
  - Schlußnig

- Gemeinde Dellach im Drautal
  - Dellach
  - Draßnitz
  - Draßnitzdorf
  - Glatschach
  - Grientschnig
  - Nörenach
  - Raßnig
  - Rietschach
  - Schmelz
  - Stein
  - Suppersberg
  - Weinberg

- Gemeinde Großkirchheim
  - Allas
  - Am Putzenhof
  - Döllach
  - Egg
  - Göritz
  - Kraß
  - Mitteldorf
  - Mitten
  - Putschall
  - Ranach
  - Sagritz
  - Untersagritz
  - Winklsagritz
  - Zirknitz

- Gemeinde Flattach
  - Außerfragant
  - Flattach
  - Flattachberg
  - Grafenberg
  - Innerfragant
  - Kleindorf
  - Laas
  - Schmelzhütten
  - Waben

- Stadtgemeinde Gmünd in Kärnten
  - Burgwiese
  - Gmünd
  - Grünleiten
  - Karnerau
  - Landfraß
  - Moos
  - Moostratte
  - Oberbuch
  - Oberkreuschlach
  - Perau
  - Platz
  - Stubeck Sonnalm
  - Treffenboden
  - Unterbuch
  - Unterkreuschlach

- Marktgemeinde Greifenburg
  - Amberg
  - Amlach
  - Bruggen
  - Eben
  - Egg
  - Gnoppnitz
  - Greifenburg
  - Gries
  - Hauzendorf
  - Kalch
  - Kerschbaum
  - Kreuzberg
  - Pobersach
  - Rasdorf
  - Tröbelsberg
  - Waisach
  - Wassertheuer
  - Weneberg

- Heiligenblut am Großglockner
  - Aichhorn
  - Apriach
  - Fleiß
  - Hadergasse
  - Hof
  - Pockhorn
  - Rojach
  - Schachnern
  - Untertauern
  - Winkl
  - Wolkersdorf

- Gemeinde Irschen
  - Glanz
  - Griebitsch
  - Gröfelhof
  - Hintergassen
  - Irschen
  - Leppen
  - Mötschlach
  - Pflügen
  - Pölland
  - Potschling
  - Rittersdorf
  - Schörstadt
  - Simmerlach
  - Stresweg
  - Weneberg

- Gemeinde Kleblach-Lind
  - Bärnbad
  - Blaßnig
  - Kleblach
  - Lengholz
  - Leßnig
  - Lind im Drautal
  - Pirkeben
  - Radlberg
  - Siflitz

- Gemeinde Krems in Kärnten
  - Densdorf
  - Eisentratten
  - Gamschitz
  - Hammerboden
  - Heitzelsberg
  - Illwitzen
  - Innerkrems
  - Innernöring
  - Krems
  - Kremsbrücke
  - Laggen
  - Leoben
  - Leobengraben
  - Lientsch
  - Neuhammer
  - Oberburgstallberg
  - Oberkremsberg
  - Pirkeggen
  - Pleßnitz
  - Pressingberg
  - Puchreit
  - Purbach
  - Rauchenkatsch
  - Reitern
  - Sonnberg
  - St. Nikolai
  - Steinwand
  - Unterburgstallberg
  - Unterkremsberg
  - Unterkremsbrücke
  - Vorderkrems
  - Vordernöring
  - Wetschenbach
  - Winkl

- Gemeinde Lendorf
  - Feicht
  - Feichtendorf
  - Freßnitz
  - Hühnersberg
  - Lendorf
  - Litzlhof
  - Rojach
  - St. Peter in Holz
  - Windschnurn

- Marktgemeinde Lurnfeld
  - Altenmarkt
  - Drauhofen
  - Göriach
  - Metnitz
  - Möllbrücke
  - Pattendorf
  - Premersdorf
  - Pusarnitz
  - St. Gertraud
  - St. Stefan
  - Steindorf
  - Stöcklern
  - Tröbach

- Gemeinde Mallnitz
  - Dösen
  - Mallnitz
  - Rabisch
  - Stappitz

- Gemeinde Malta
  - Brandstatt
  - Brochendorf
  - Dornbach
  - Feistritz
  - Fischertratten
  - Göß
  - Gries
  - Hilpersdorf
  - Kleinhattenberg
  - Koschach
  - Krainberg
  - Malta
  - Maltaberg
  - Saps
  - Schlatzing
  - Schlatzingerau

- Marktgemeinde Millstatt am See
  - Dellach am Millstätter See
  - Görtschach
  - Gössering
  - Grantsch
  - Großdombra
  - Hohengaß
  - Kleindombra
  - Lammersdorf
  - Laubendorf
  - Lechnerschaft
  - Matzelsdorf
  - Millstatt am See
  - Obermillstatt
  - Öttern
  - Pesenthein am Millstätter See
  - Sappl
  - Schwaigerschaft
  - Tschierweg

- Gemeinde Mörtschach
  - Asten
  - Auen
  - Lassach
  - Mörtschach
  - Mörtschachberg
  - Pirkachberg
  - Rettenbach
  - Stampfen
  - Stranach

- Gemeinde Mühldorf
  - Mühldorf
  - Rappersdorf
  - Sachsenweg

- Marktgemeinde Oberdrauburg
  - Flaschberg
  - Gailberg
  - Oberdrauburg
  - Oberpirkach
  - Ötting
  - Rosenberg
  - Schrottenberg
  - Unterpirkach
  - Waidach
  - Zwickenberg

- Marktgemeinde Obervellach
  - Dürnvellach
  - Kaponig
  - Lassach Schattseite
  - Lassach Sonnseite
  - Leutschach
  - Obergratschach
  - Obervellach
  - Obervellach-West
  - Oberwolliggen
  - Pfaffenberg
  - Raufen
  - Räuflach
  - Semslach
  - Söbriach
  - Stallhofen
  - Stampf
  - Untergratschach
  - Untervocken
  - Unterwolliggen

- Stadtgemeinde Radenthein
  - Dabor
  - Döbriach am Millstätter See
  - Ebene
  - Erdmannsiedlung
  - Frischg
  - Hohensaß
  - Kaning
  - Laufenberg
  - Mitterberg
  - Obertweng
  - Radenthein
  - Schrott
  - St. Peter
  - Starfach
  - Untertweng
  - Zödl

- Gemeinde Rangersdorf
  - Lainach
  - Lamnitz
  - Lobersberg
  - Plappergassen
  - Rangersdorf
  - Tresdorf
  - Wenneberg
  - Witschdorf
  - Zladisch

- Gemeinde Reißeck
  - Gappen
  - Hattelberg
  - Litzldorf
  - Mitterberg
  - Moos
  - Napplach
  - Oberkolbnitz
  - Penk
  - Polan
  - Preisdorf
  - Reißeck
  - Rottau
  - Sandbichl
  - Teuchl
  - Tratten
  - Unterkolbnitz
  - Zandlach
  - Zwenberg

- Marktgemeinde Rennweg am Katschberg
  - Abwerzg
  - Adenberg
  - Angern
  - Aschbach
  - Atzensberg
  - Brugg
  - Frankenberg
  - Gries
  - Katschberghöhe
  - Krangl
  - Laußnitz
  - Mühlbach
  - Oberdorf
  - Pleschberg
  - Pölla
  - Pron
  - Rennweg
  - Ried
  - Saraberg
  - Schlaipf
  - St. Georgen
  - St. Peter
  - Steinwand
  - Wirnsberg
  - Zanaischg

- Gemeinde Sachsenburg (Markt)
  - Feistritz
  - Lanzewitzen
  - Nigglai
  - Obergottesfeld
  - Sachsenburg

- Marktgemeinde Seeboden am Millstätter See
  - Am Tschiernock
  - Karlsdorf
  - Kolm
  - Kötzing
  - Kras
  - Liedweg
  - Lieserbrücke
  - Lieseregg
  - Lieserhofen
  - Litzldorf
  - Lurnbichl
  - Muskanitzen
  - Pirk
  - Raufen
  - Schloßau
  - St. Wolfgang
  - Seebach
  - Seeboden am Millstätter See
  - Tangern
  - Trasischk
  - Treffling
  - Unterhaus

- Stadtgemeinde Spittal an der Drau
  - Aich
  - Aichforst
  - Baldersdorf
  - Brodbrenten
  - Burgbichl
  - Edling
  - Großegg
  - Kleinegg
  - Kleinsaß
  - Krieselsdorf
  - Molzbichl
  - Neuolsach
  - Nußdorf
  - Oberamlach
  - Oberdorf
  - Oberzmöln
  - Olsach
  - Rothenthurn
  - Schwarzenbach
  - St. Peter
  - St. Sigmund
  - Spittal an der Drau
  - Tangern
  - Unteramlach
  - Unterzmöln
  - Winkl
  - Zgurn

- Gemeinde Stall
  - Berg ob Stall
  - Gößnitz
  - Gußnigberg
  - Latzendorf
  - Obersteinwand
  - Pußtratten
  - Rakowitzen
  - Sagas
  - Schwersberg
  - Sonnberg
  - Stadlberg
  - Stall
  - Stieflberg
  - Untersteinwand
  - Wöllatratten

- Marktgemeinde Steinfeld
  - Althaus
  - Fellbach
  - Fellberg
  - Flattachberg
  - Gajach
  - Gerlamoos
  - Mitterberg
  - Oberallach
  - Radlach
  - Raggnitz
  - Rottenstein
  - Steinfeld

- Gemeinde Trebesing
  - Aich
  - Altersberg
  - Großhattenberg
  - Hintereggen
  - Neuschitz
  - Oberallach
  - Pirk
  - Rachenbach
  - Trebesing
  - Radl
  - Trebesing-Bad
  - Zelsach
  - Zlatting

- Gemeinde Weißensee
  - Gatschach
  - Kreuzberg
  - Naggl
  - Neusach
  - Oberdorf
  - Techendorf
  - Tröbelsberg

- Marktgemeinde Winklern
  - Langang
  - Namlach
  - Penzelberg
  - Reintal
  - Stein
  - Winklern
  - Zwischenbergen